# Soroca
Soroca és una ciutat de Moldàvia situada al costat del riu Nistru, a uns 160 km al nord de Chişinău. És la capital administrativa del districte de Soroca. La població, l'any 2005, era de 28.407 habitants.
Un dels llocs dels més emblemàtics que es poden visitar a la ciutat és la fortalesa de Soroca, del segle xv, feta bastir pel príncep Esteve III de Moldàvia.

## Història
La primera menció a la ciutat de Soroca prové del segle xv quan el príncep Esteve III 
(Ştefan cel Mare) basteix la gran fortalesa. Aquesta fortalesa, originalment de fusta, defensava un gual sobre el riu Nistru. Va ser un lloc important en la cadena de fortificacions que incloïa quatre forts al Nistru, dos al Danubi i tres a la frontera nord medieval de Moldàvia. Entre 1543 i 1546 sota el govern de Petru Rares, la fortalesa va ser reconstruïda en pedra com un cercle perfecte amb cinc bastions situats a distàncies iguals.